# Schrattenthal
Schrattenthal – miasto w Austrii, w kraju związkowym Dolna Austria, w powiecie Hollabrunn. Według Austriackiego Urzędu Statystycznego liczyło 853 mieszkańców (1 stycznia 2014).